# Palačinka

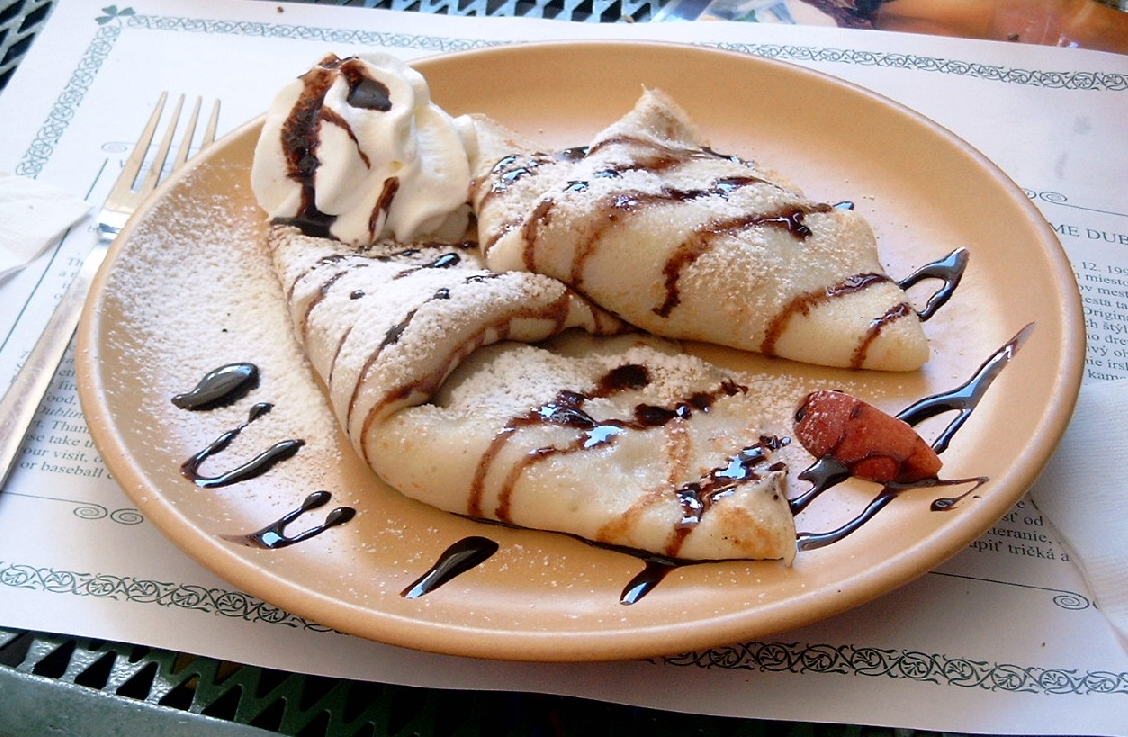
Palačinka.

O palačinka este un sort de clătită originară din Europa centrală și de Est.

## Nume
Numele diferă de la o țară la alta:
- În germană palatschinke (la plural, în germană palatschinken) în Austria ;
- în sârbocroată palačinka / палачинка în Bosnia, Croația, Serbia, Slovenia, în bulgară palačinka / палачинка, în Bulgaria, în macedoneană palačinka / палачинка, în Macedonia de Nord, în cehă palačinka, în Cehia ;
- în slovacă palacinka în Slovacia ;
- în maghiară palacsinta în Ungaria ;
- în albaneză palaçinka în  Albania.

Pentru toate aceste limbi, cuvântul este un împrumut din română: plăcintă, acesta fiind moștenit din latină: placenta, semnificând „plăcintă”, „prăjitură”.